# Lista i wyniki gal Pride Fighting Championships w 2003
Lista i wyniki gal PRIDE Fighting Championships w 2003 – w ciągu 2003 roku japońska federacja PRIDE Fighting Championships (PRIDE FC) zorganizowała sześć gal mieszanych sztuk walki. Poniższa lista przedstawia rezultaty gal MMA i najważniejsze wydarzenia w 2003 roku w federacji PRIDE FC. Był to również 7. sezon w historii istnienia tej organizacji.

## Gale Pride FC w 2003
| #  | Gala                              | Japońska nazwa gali | Data                | Obiekt              | Miasto            | Frekwencja |
| -- | --------------------------------- | ------------------- | ------------------- | ------------------- | ----------------- | ---------- |
| 36 | Pride FC - Shockwave 2003         | Otoko Matsuri       | 31 grudnia 2003     | Saitama Super Arena | Saitama, Japonia  | 39 716     |
| 35 | Pride FC - Final Conflict 2003    | Ketsushosen         | 9 listopada 2003    | Tokyo Dome          | Tokio, Japonia    | 67 451     |
| 34 | Pride FC - Bushido 1              | ?                   | 5 października 2003 | Saitama Super Arena | Saitama, Japonia  | ?          |
| 33 | Pride FC - Total Elimination 2003 | Kaimakusen          | 10 sierpnia 2003    | Saitama Super Arena | Saitama, Japonia  | 40 316     |
| 32 | Pride 26 - Bad to the Bone        | Reborn              | 8 czerwca 2003      | Yokohama Arena      | Jokohama, Japonia | ?          |
| 31 | Pride 25 - Body Blow              | ?                   | 16 marca 2003       | Yokohama Arena      | Jokohama, Japonia | ?          |

### PRIDE 25: Body Blow
Gala PRIDE 25: Body Blow odbyła się 16 marca w hali Yokohama Arena w Jokohamie. Walką wieczoru było starcie w wadze ciężkiej o tytuł Pride Fighting Championship World Heavyweight Championship pomiędzy Fiodorem Jemieljanienko a Antônio Rodrigo Nogueirą.
- Fiodor Jemieljanienko vs  Antônio Rodrigo Nogueira

Jemieljanienko zwyciężył jednogłośną decyzją sędziów po 3 rundach.
- Quinton Jackson vs  Kevin Randleman

Jackson zwyciężył przez techniczny nokaut (ciosy pięściami) w 6:58 min. rundy 1.
- Nino Schembri vs  Kazushi Sakuraba

Schembri zwyciężył przez techniczny nokaut (uderzenia kolanami i kopnięcia w głowę typu soccer kick) w 6:15 min. rundy 1.
- Dan Henderson vs  Shungo Oyama

Henderson zwyciężył przez techniczny nokaut (uderzenia pięściami) w 3:28 min. rundy 1.
- Anderson Silva vs  Carlos Newton

Silva zwyciężył przez nokaut (latające kolano i uderzenia pięściami) w 6:27 min. rundy 1.
- Alexander Otsuka vs  Kenichi Yamamoto

Otsuka zwyciężył jednogłośną decyzją sędziów po 3 rundach.
- Akira Shoji vs  Alex Stiebling

Shoji zwyciężył niejednogłośną decyzją sędziów po 3 rundach.
- Antônio Rogério Nogueira vs  Kazuhiro Nakamura

Nogueira zwyciężył przez poddanie (balacha na łokieć) w 3:49 min. rundy 2.

### PRIDE 26: Bad to the Bone
Gala PRIDE 26: Bad to the Bone odbyła się w dniu 8 czerwca w hali Yokohama Arena w Jokohamie. Walka Fiodora Jemieljanienki z Kazuyuki Fujitą nie była walką o mistrzostwo Pride Fighting Championship World Heavyweight Championship.
- Kazuhiro Hamanaka vs  Nino Schembri

Hamanaka zwyciężył jednogłośną decyzją sędziów po 3 rundach.
- Anderson Silva vs  Daiju Takase

Takase zwyciężył przez poddanie (duszenie trójkątne) w 8:33 min. rundy 1.
- Mike Bencic vs  Alistair Overeem

Overeem zwyciężył przez poddanie (kopnięcia) w 3:44 min. rundy 1.
- Michaił Iliuchin vs  Quinton Jackson

Jackson zwyciężył przez techniczny nokaut (kopnięcia kolanem) w 6:26 min. rundy 1.
- Mark Coleman vs  Don Frye

Coleman zwyciężył jednogłośną decyzją sędziów po 3 rundach.
- Mirko Filipović vs  Heath Herring

Filipović zwyciężył przez techniczny nokaut (kopnięcie na tors i uderzenia pięściami) w 3:17 min. rundy 1.
- Fiodor Jemieljanienko vs  Kazuyuki Fujita

Jemieljanienko zwyciężył przez poddanie (duszenie zza pleców) w 4:17 min. rundy 1.

### PRIDE FC: Total Elimination 2003
Gala PRIDE FC: Total Elimination 2003 odbyła się 10 sierpnia w hali Saitama Super Arena w Saitamie. Podczas gali odbyły się walki ćwierćfinałowe w turnieju Grand Prix wagi średniej (PRIDE Middleweight Grand Prix 2003). Walka pomiędzy Fiodorem Jemieljanienką a Garym Goodridge’em nie była walką o mistrzostwo Pride Fighting Championship World Heavyweight Championship.
- Wanderlei Silva vs  Kazushi Sakuraba (walka ćwierćfinałowa w turnieju wagi średniej PRIDE Middleweight Grand Prix 2003)

Silva zwyciężył przez nokaut (uderzenie pięścią) w 5:01 min. rundy 1.
- Hidehiko Yoshida vs  Kiyoshi Tamura (walka ćwierćfinałowa w turnieju wagi średniej PRIDE Middleweight Grand Prix 2003)

Yoshida zwyciężył przez poddanie (chwyt sode guruma jime) w 5:06 min. rundy 1.
- Mirko Filipović vs  Ihor Wowczanczyn

Filipović zwyciężył przez nokaut (kopnięcie w głowę) w 1:29 min. rundy 1.
- Antônio Rodrigo Nogueira vs  Ricco Rodriguez

Nogueira zwyciężył jednogłośną decyzją sędziów po 3 rundach.
- Quinton Jackson vs  Murilo Bustamante (walka ćwierćfinałowa w turnieju wagi średniej PRIDE Middleweight Grand Prix 2003)

Jackson zwyciężył niejednogłośną decyzją sędziów po 3 rundach.
- Chuck Liddell vs  Alistair Overeem (walka ćwierćfinałowa w turnieju wagi średniej PRIDE Middleweight Grand Prix 2003)

Lidell zwyciężył przez nokaut (uderzenia pięściami) w 3:09 min. rundy 1.
- Fiodor Jemieljanienko vs  Gary Goodridge

Jemieljanienko zwyciężył przez techniczny nokaut (kopnięcia typu soccer kick i uderzenia pięściami) w 1:09 min. rundy 1.

### PRIDE FC: Bushido 1
Gala PRIDE FC: Bushido 1 odbyła się 5 października w hali Saitama Super Arena w Saitamie. Karta walk promowana była jako „starcie Drużyny Japonii z Drużyną Gracie”. Walką wieczoru było starcie Alberto Rodrigueza z Mirko Filipoviciem. Rodriguez był pierwszym w historii federacji PRIDE hiszpańskojęzycznym zawodnikiem występującym na gali tej federacji oraz był pierwszym zawodnikiem, który wszedł do ringu organizacji PRIDE w masce lucha libre. 
- Mirko Filipović vs  Alberto Rodriguez

Filipović zwyciężył po nokaucie (kopnięcie w głowę) w 0:46 min. rundy 1.
- Aleksandr Jemieljanienko vs  Assuerio Silva

Jemieljanienko zwyciężył niejednogłośną decyzją sędziów po 2 rundach.
- Maurício Rua vs  Akira Shoji

Rua zwyciężył przez nokaut (uderzenia pięściami) w 3:47 minuty rundy 1.
- Ryan Gracie vs  Kazuhiro Hamanaka

Gracie zwyciężył przez techniczny nokaut (kopnięcia typu soccer kick) w 7:37 min. rundy 1.
- Rodrigo Gracie vs  Daiju Takase

Gracie zwyciężył jednogłośną decyzją sędziów po 2 rundach.
- Kazuhiro Nakamura vs  Daniel Gracie

Nakamura zwyciężył jednogłośną decyzją sędziów po 2 rundach.
- Ralph Gracie vs  Dokonjonosuke Mishima

Gracie zwyciężył jednogłośną decyzją sędziów po 2 rundach.
- Carlos Newton vs  Renzo Gracie

Newton zwyciężył niejednogłośną decyzją sędziów po 2 rundach.
- Siergiej Charitonow vs  Jason Suttie

Charitonow zwyciężył przez poddanie (balacha na łokieć) w 2:25 min. rundy 1.
- Chalid Arrab vs  Rodney Glunder

Arrab zwyciężył jednogłośną decyzją sędziów po 2 rundach.
- Chris Brennan vs  Eiji Mitsuoka (Po kilku minutach walki nastąpiła dłuższa przerwa, kiedy Brennan puścił zaklinczowane ramię Mitsuoki, wierząc że ten się poddał. Zamieszanie nastąpiło zarówno wśród obozów jak i sędziów walki, a przy niejednoznacznych powtórkach walka została ostatecznie wznowiona.)

Brennan zwyciężył przez poddanie (kimura) w 4:31 min. rundy 1.

### PRIDE FC: Final Conflict 2003
Gala PRIDE FC: Final Conflict 2003 odbyła się 9 listopada na stadionie Tokyo Dome w Tokio. Podczas tego wydarzenia rozegrano półfinały i finał turnieju w wadze średniej (PRIDE Middleweight Grand Prix 2003).
- Wanderlei Silva vs  Quinton Jackson

Silva zwyciężył przez techniczny nokaut (uderzenia kolanami) w 6:28 min. rundy 1 (walka finałowa turnieju PRIDE Middleweight Grand Prix 2003).
- Antônio Rodrigo Nogueira vs  Mirko Filipović

Nogueira zwyciężył przez poddanie (balacha na łokieć) w 1:45 min. rundy 2 (walka o tymczasowy tytuł Pride Fighting Championships Interim Heavyweight Championship).
- Kazushi Sakuraba vs  Kevin Randleman

Sakuraba zwyciężył przez poddanie (balacha na łokieć) w 2:36 min. rundy 3.
- Heath Herring vs  Yoshihisa Yamamoto

Herring zwyciężył przez poddanie (duszenie zza pleców) w 2:29 min. rundy 3.
- Dan Henderson vs  Murilo Bustamante (była to walka rezerwowa).

Henderson zwyciężył przez techniczny nokaut (uderzenia pięściami) w 0:53 min. rundy 1.
- Wanderlei Silva vs  Hidehiko Yoshida (walka półfinałowa turnieju PRIDE Middleweight Grand Prix 2003).

Silva zwyciężył jednogłośną decyzją sędziów po 2 rundach.
- Quinton Jackson vs  Chuck Liddell

Jackson zwyciężył przez techniczny nokaut (przygwożdżenie do narożnika ringu) w 3:10 min. rundy 2 (walka półfinałowa turnieju PRIDE Middleweight Grand Prix 2003).
- Gary Goodridge vs  Dan Bobish

Goodridge zwyciężył przez techniczny nokaut (uderzenia pięściami) w 0:18 min. rundy 1.

### PRIDE FC: Shockwave 2003
Gala PRIDE FC: Shockwave 2003 odbyła się w Sylwestra (31 grudnia) 2003 roku w hali Saitama Super Arena w Saitamie. Walką wieczoru było starcie Antônio Rogério Nogueiry z Kazushi Sakurabą. 
- Antônio Rogério Nogueira vs  Kazushi Sakuraba

Nogueira zwyciężył jednogłośną decyzją sędziów po 3 rundach.
- Kiyoshi Tamura vs  Rony Sefo

Tamura zwyciężył przez poddanie (balacha na łokieć) w 2:20 min. rundy 1.
- Yuki Kondo vs  Mário Sperry

Kondo zwyciężył przez techniczny nokaut (doctor stoppage) w 3:27 min. rundy 1.
- Daniel Gracie vs  Wataru Sakata

Gracie zwyciężył przez poddanie (balacha na łokieć) w 7:12 min. rundy 1.
- Gary Goodridge vs  Don Frye

Goodridge zwyciężył przez nokaut (kopnięcie w głowę) w 0:39 min. rundy 1.
- Royce Gracie vs  Hidehiko Yoshida

Walka zakończyła się remisem po 2 rundach.
- Murilo Rua vs  Akira Shoji

Rua zwyciężył przez nokaut (latające kolano) w 2:24 min. rundy 1.
- Hayato Sakurai vs  Daiju Takase

Sakurai zwyciężył jednogłośną decyzją sędziów po 3 rundach.
- Heath Herring vs Paulo Cesar Silva

Herring zwyciężył przez poddanie (duszenie zza pleców) w 0:35 min. rundy 3.
- Quinton Jackson vs  Ikuhisa Minowa

Jackson zwyciężył przez techniczny nokaut (uderzenia pięściami) w 1:05 min. rundy 2.

## Walki o tytuły mistrzowskie w PRIDE FC w 2003
- Fiodor Jemieljanienko vs  Antônio Rodrigo Nogueira → walka w wadze ciężkiej o tytuł Pride Fighting Championships World Heavyweight Championship na gali Pride 25: Body Blow[9].
- Antônio Rodrigo Nogueira vs  Mirko Filipović → walka w wadze ciężkiej o tymczasowy tytuł Pride Fighting Championships Interim Heavyweight Championship na gali Pride Final Conflict 2003[10].

## Zawodnicy debiutujący w PRIDE FC w 2003
- Alberto Rodriguez
- Aleksandr Jemieljanienko
- Chalid Arrab
- Chris Brennan
- Dan Bobish
- Dokonjonosuke Mishima
- Hayato Sakurai
- Ikuhisa Minowa
- Jason Suttie
- Kazuhiro Hamanaka
- Kazuhiro Nakamura
- Maurício Rua
- Mike Bencic
- Michaił Iluchin
- Murilo Bustamante
- Paulo Cesar Silva
- Ralph Gracie
- Rodney Glunder
- Rodrigo Gracie
- Rony Sefo
- Siergiej Charitonow
- Wataru Sakata
- Yuki Kondo